# ميخائيل دبليو. ريان
ميخائيل دبليو. ريان (بالإنجليزية: Michael W. Ryan)‏ هو صحفي أمريكي، ولد في 3 أغسطس 1948، وتوفي في 24 مايو 2015.